# EE Большого Пса
EE Большого Пса (лат. EE Canis Majoris) — двойная затменная переменная звезда типа Алголя (EA) в созвездии Большого Пса на расстоянии приблизительно 6103 световых лет (около 1871 парсека) от Солнца. Видимая звёздная величина звезды — от +13,7m до +12,9m. Орбитальный период — около 0,8931 суток (21,434 часов).